# William Pery (1er baron Glentworth)
William Cecil Pery, 1er baron Glentworth (26 juillet 1721 – 4 juillet 1794), est un évêque anglican du XVIIIe siècle en Irlande.

## Biographie
Il est le fils du révérend Stackpole Pery et de Jane Twigg, et fait ses études au Trinity College, à Dublin . Il est le frère cadet d'Edmund Pery (1er vicomte Pery).
Il est doyen de Killaloe (1772-1780), puis de Derry. Il est nommé évêque de Killala et Achonry le 7 janvier 1781 et consacré le 18 février de la même année. Il est transféré à Limerick, Ardfert et Aghadoe le 13 mai 1784. Il est créé baron Glentworth, de Mallow dans la pairie d'Irlande, en 1790 et est décédé le 4 juillet 1794. La rue William Street à Limerick porte son nom .
Il épouse Jane Walcott et, après sa mort, se remarie à Dorothea Lewis. Son fils, Edmund Pery, qui devient par la suite comte de Limerick, lui succède. Sa fille, l'hon. Eleanor Pery, épouse Sir Vere Hunt (en), 1er baronnet. Elle est morte en 1821.